# Amata deflocca
Amata deflocca là một loài bướm đêm thuộc phân họ Arctiinae, họ Erebidae.